# Natriumhexacyanoferraat(II)
Natriumhexacyanoferraat(II) of tetranatriumhexacyanoferraat is een complex zout met als brutoformule Na4Fe(CN)6. De stof komt voor als gele kristallen, die goed oplosbaar zijn in water.

## Toepassingen
Natriumhexacyanoferraat(II) kent een aantal toepassingen:
- in de fotografie wordt het gebruikt als middel om te bleken, te kleuren en te fixeren
- als stabilisator bij het lassen
- in de petroleumsector wordt het aangewend om thiolen te verwijderen
- als anti-klontermiddel in tafelzout
- als voedingsadditief E535